# Liste des cathédrales des Territoires britanniques d'outre-mer

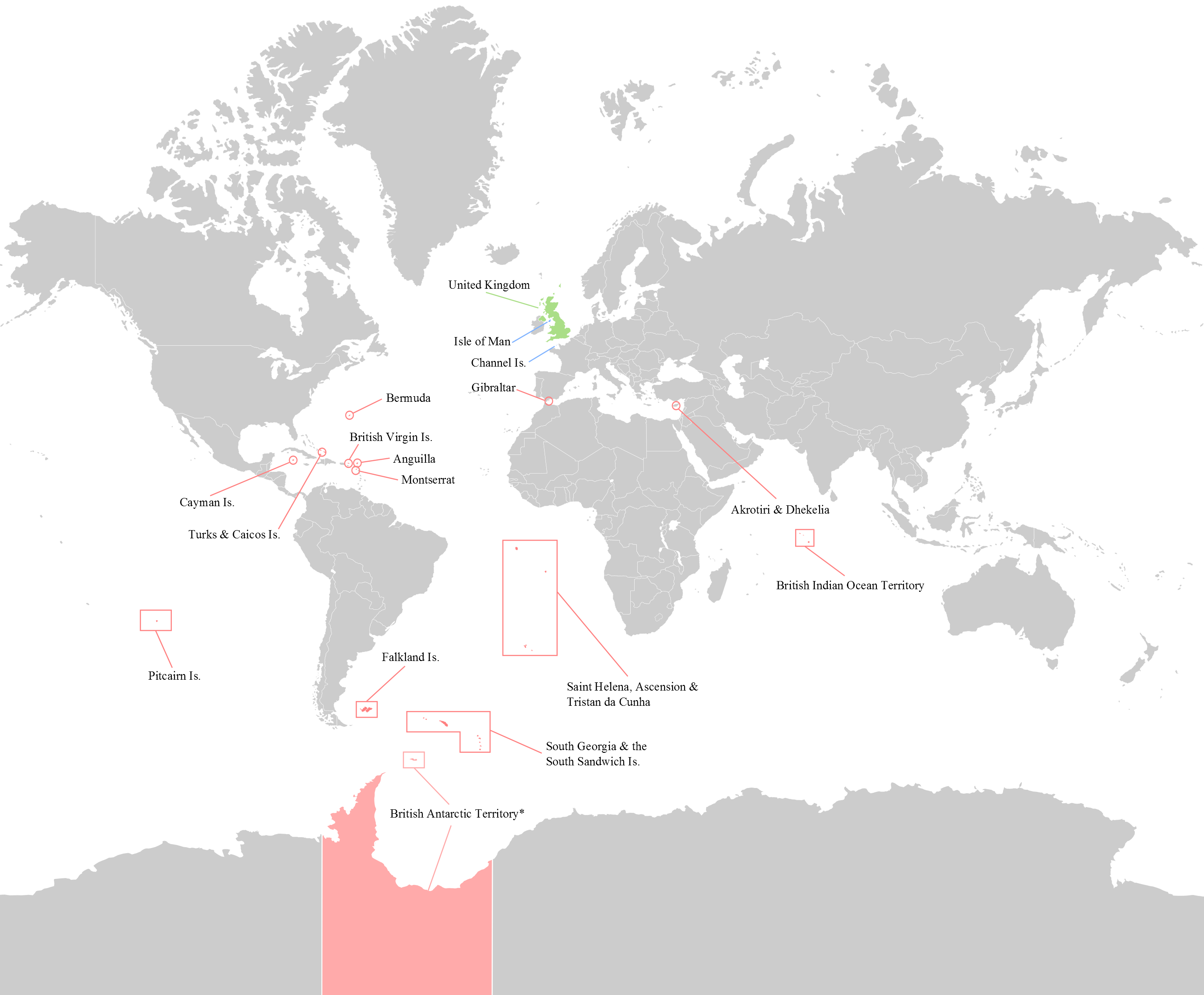
Carte des 14 territoires britanniques d'outre-mer (2012).

Cet article recense les cathédrales des Territoires britanniques d'outre-mer.

## Liste

### Catholicisme
- Cathédrale Sainte-Marie-la-Couronnée à Gibraltar
- Cathédrale Sainte-Thérèse-de-Lisieux à Hamilton (Bermudes).

### Anglicanisme
- Cathédrale de la Sainte-Trinité à Gibraltar
- Cathédrale de la Très-Sainte-Trinité à Hamilton
- Cathédrale Saint-Paul à Sainte-Hélène
- Cathédrale du Christ-Roi à Stanley (îles Malouines)